# Деваванья
Деваванья (венг. Dévaványa) — город в медье Бекеш в Дьомаэндрёдском яраше в Венгрии. Город назван в честь славянского имени Иван. Город занимает площадь 21,67 км2, на которой проживает 7363 человека.
Телефонный код города: +3666.
Статус города с 1 июля 2000 года.

## Климат
В Деваваньи климат умеренно теплый, сухой и континентальный . Деваванья среднегодовая температура 10,3—10,4 °C, годовая абсолютная температура максимальная средняя температура 34,1—34,4 °C, минимальная температура −16,7 °C. Деваванья экстремальные характеристики флуктуации температуры. В год выпадает 540—570 миллиметров осадков. Деваванья преобладает направление ветра в северном, северо-восточном и южном направлениях . Средняя скорость ветра до 2,5—3 м/с.

## Расположение
Город находиться в северной части медье Бекеш.

## Общественная жизнь

### Меры
- 1990—2013: священник Тибор (самовыдвижение)
- 2013 — н.в. Валански Николас Роберт (самовыдвижение)

## Население
| Год  | Численность | Численность |
| ---- | ----------- | ----------- |
| 2013 | 7967        | [ 4 ]       |
| 2014 | 7874        | [ 5 ]       |
| 2019 | 7363        | [ 6 ]       |
| 2021 | 7137        | [ 7 ]       |
| 2022 | 6793        | [ 8 ]       |
| 2023 | 6719        | [ 9 ]       |
| 2024 | 6582        | [ 1 ]       |

## История
1330 год первое упоминание (упоминается как деревня Яна)
1334 год упоминается как деревня Бена
1422 год присоединение к Священной Римской Империи
1528 год впервые отмечен на карте
1693 год разграбление деревни турецкими войсками
1793 год создание католической общины
1871 год присвоение статуса села
1876 год открытие аптеки
1950 год открытие библиотеки
1994 год создание Ассоциации сохранения культуры и традиций Деваваньи
2000 год присвоение статуса города
2017 год выкуп рынка городом

## Достопримечательности

### Реформатская и католическая церковь
В Деваваньи важной достопримечательностью города являются здания реформистской и католической церкви, на городской площади. Последний представляет собой историческое здание, построенное в 1908 году в стиле позднего барокко, классицизма. Реформатская церковь перестраивается в 1887 году и в последнее время преобладает стиль неоклассицизма. Это сооружение возвышается на 63 м над уровнем моря, а в затисском крае является одним из самых высоких храмов в списке. Надо отметить отличную акустику, которая в замечательном церковном поселке позволяет проводить концерты.

### Захоронение советских солдат
В 1944 году в Деваваньи было захоронено 253 советских солдата.

### Краеведческая коллекция
В городе Деваваньи, одна из культурных и туристических достопримечательностей местная исторической коллекция им. Берецкого Имре, представляет собой впечатляющее здание. Доктор Берецкий Имре этнограф и археолог к 65 годам собрал хранилище архивных этнографических материалов 2000 г. 14 апреля оно стало музейным учреждением. Основатель коллекции Деваваньи родился, жил и собрал в местности и ее окрестности памятники интеллектуальной и физической памяти.
В музее имеется обширный археологический материал. В 2006 году здесь открылась постоянная экспозиция, посвященная людям прошлого.
Постоянная этнографическая выставка под названием «Память древних» в доме ведет посетителя — перед нами кровать, печь и ткацкий станок, а также кухонные инструменты в прежнем образе жизни ванная. Кроме того, каждый год на самые разнообразные темы организуются временные выставки, которые ждут своих посетителей.
Музей работает несколько раз в год и организует программы для тех, кто интересуется музеем и его друзьями-членами. Сотрудничество образовательных учреждений происходит в результате того, что многие молодые люди посещают это учреждение от детского сада до средней школы. В городе также есть музей часов.
В музее хранится ценный письменный и наглядный материал, ожидающий своих исследований для всех желающих.

### Местный Рынок
Для туристов есть местные блюда и товары, которые они могут купить на местном фермерском рынке.

## Природные Ценности

### Деваванья-Эчсегская
Степи Деваваньяи-Эчсегская являются крупнейшими и наиболее мозаичными засоленными лугами Национального парка, в которых преобладают пахотные земли и группы деревьев, среди которых протекает река Хортобадь-Береттьо, которая касается границ Эсегфальвы, Туркеве и Дьомаендрод вдоль Деваванья. На территории, охраняемой с 1975 года, на 13 085 гектарах сохранены остатки бывшего болота на окраине бывшего Надь-Шарре, подпитываемого водами Тисы и Береттьо до регулирования реки, со значительными растениями. и связанные с ними виды животных. Площадь особо охраняемых территорий составляет 2659 гектар.
Сегодня большей частью этого национального парка является степной ландшафт с типичными степными растениями, цикориевая степь в более засушливых районах, засоленная степь в небольших дюнах, слепая засоленность в меньшей степени и заросли кустарников в более влажных районах. . На участках солончаковой лесной ассоциации, оставшейся от бывших солончаковых дубов, обитают значительные популяции охраняемых солончаков (Peucedanum officinale) и луговых астр (Aster sedifolius subsp. Sedifolius). Один из характерных для восточных степей видов растений — степная курица (Gagea sovitsii) — недавно был обнаружен у подножия земляного замка, известного как Чертов каток. Степные регионы также являются национально важными средами обитания двух видов хищных птиц, находящихся под угрозой исчезновения во всём мире: могильщика (Aquila heliaca) и балобана (Falco cherrug).
Хортобадь-Береттьо и его пойма представляют собой особенно ценную часть региона. Примерно 33-километровый участок реки в Национальном парке — один из немногих участков рек в Венгрии, где во время регламентации реки не были вырезаны изгибы, поэтому река, медленно изгибаясь, описывает огромные изгибы в древнем русле реки. Многие из наших видов морских водорослей обитают в медленных заливах водоема, в том числе крупномасштабные охраняемые водяные лилии (Salvinia natans), болотноцветник шитнолистый (Nymphoides peltata) и рогульник плавающий (Trapa natans), а также незащищенные желтые кувшинки (Nuphar lutea) в меньшей степени. В прибрежных частях мы можем наблюдать луга, камыши и возвышенности, а в углах, окруженных изгибами рек, мы находим большие пойменные луга. В результате недавних исследований богатая ихтиофауна Хортобадь-Береттьо была расширена за счет дополнительных элементов фауны. Значительной ценностью прибрежных участков является колония цапель леса Фаркас-Цуг, где помимо серых цапель (Ardea cinerea) и крачек (Nycticorax nycticorax), основавших колонию, есть несколько более редких пар маленьких белых цапель (Egretta garzetta). и жёлтая цапля (Ardeola ralloides).
В дополнение к нынешней среде обитания, эта часть национального парка обеспечивает отличные условия для дроф, находящихся под угрозой исчезновения во всем мире (Otis tarda). Помимо лугов, этот находящийся под угрозой исчезновения вид крупных птиц регулярно использует для вылупления различные полевые культуры, особенно люцерну и злаки.
Деятельность Совета по сохранению в первую очередь направлена на управление сельскохозяйственными работами в пространстве и времени так, чтобы не подвергать опасности птенцов дрофы. Программа агроэкологического управления, которая оказывает поддержку местным фермерам, также является важным подспорьем в этой работе. Благодаря сельскому хозяйству, ориентированному на дрофу, количество птенцов, находящихся под угрозой исчезновения во время сельскохозяйственных работ, сократилось. Встречающиеся птенцы будут отправлены на Станцию охраны дрофы Совета директоров со всех концов страны, где будут созданы условия для вылупления, выращивания и возвращения. Деятельность по развитию среды обитания в Национальном парке, в основном ориентированная на потребности дроф, охватывает ряд других видов, связанных с обширной сельскохозяйственной средой, включая глухаря (Perdix perdix), Лугового луня (Circus pygargus), авдотки (Burhinus oedicnemus) и болотной совы (Asio flammeus).
Тех, кто интересуется степями Деваванья-Эчсегской, приветствует Центр для посетителей Réhelyi, чьи выставочные залы, дрофы и возможность наблюдать за старыми венгерскими домашними животными представляют собой интересное времяпрепровождение для посетителей. Образовательная тропа Реели начинается от туристического центра, на полуторакилометровом участке которого вы можете познакомиться с ботаническими и зоологическими ценностями этого района. Управление также разработало велосипедные маршруты в степях Деваванья-Эсеги, чтобы глубже познакомиться с природными ценностями и ландшафтом. Эти маршруты затрагивают характерные типы среды обитания в сельской местности, основные культурно-исторические и природные ценности. Рекомендуемая начальная и конечная точка для туров — Центр для посетителей, где можно взять напрокат велосипеды, чтобы исследовать маршруты. Сильно защищенные части можно посетить только с сопровождением или разрешением

#### Исследования 2014 года
В 2014 году было проведено исследование изменений местности за 15 лет.

## Города-побратимы
- Кристуру-Секуеск, Румыния